# Швагрув
Швагрув (пол. Szwagrów) — село в Польщі, у гміні Осек Сташовського повіту Свентокшиського воєводства.
Населення — 503 особи (2011).
У 1975-1998 роках село належало до Тарнобжезького воєводства.

## Демографія
Демографічна структура на день 31 березня 2011 року:
|          | Загалом | Допрацездатний вік | Працездатний вік | Постпрацездатний вік |
| -------- | ------- | ------------------ | ---------------- | -------------------- |
| Чоловіки | 260     | 70                 | 151              | 39                   |
| Жінки    | 243     | 52                 | 132              | 59                   |
| Разом    | 503     | 122                | 283              | 98                   |